# Joaquim Sinel de Cordes
Joaquim Sinel de Cordes MPBS • MPCE • MV • MCC (Oeiras, Barcarena, Ribeira Abaixo, Quinta de Nossa Senhora da Conceição ou Quinta Sinel de Cordes, 11 de Novembro de 1890 – Lisboa, São Sebastião da Pedreira, 12 de Agosto de 1936) foi um militar e governador colonial português.

## Família
Filho segundo de José Maria Sinel de Cordes (Oeiras, Barcarena, Ribeira Abaixo, Quinta de Nossa Senhora da Conceição ou Quinta Sinel de Cordes, 12 de Março de 1860 – Oeiras, Barcarena, Ribeira Abaixo, Quinta de Nossa Senhora da Conceição ou Quinta Sinel de Cordes, 20 de Março de 1938), de ascendência Holandesa, Espanhola, Alemã, Italiana e novamente Holandesa, Senhor da Quinta de Nossa Senhora da Conceição ou Quinta Sinel de Cordes, onde foi morador, e ao qual, por morte de seus pais, lhe foi adjudicado, entre outros bens, o Jazigo do Cemitério de Barcarena e as courelas da Formiga, do Cheira e de Valmeiro, em Alcabideche, Cascais, e de sua mulher (Oeiras, Barcarena, Ribeira Abaixo, Quinta de Nossa Senhora da Conceição ou Quinta Sinel de Cordes, 2 de Setembro de 1888, divorciados) Carlota Maria Manzoni de Sequeira (Lisboa, São Sebastião da Pedreira, 9 de Julho de 1869 – a. 12 de Agosto de 1936), de ascendência Italiana. Sobrinho paterno de João José Sinel de Cordes.

## Biografia

### Monarquia Constitucional
Assentou Praça como Voluntário no Grupo de Artilharia da Guarnição N.º 2, sendo incorporado a 20 de Agosto de 1910.

### Primeira República
Sendo Aspirante a Oficial no Regimento de Infantaria N.º 1, foi promovido a Alferes por Decreto de 2 de Setembro de 1916 e colocado no Regimento de Infantaria N.º 21. Fazendo parte do Corpo Expedicionário Português, embarcou para França a 21 de Janeiro de 1917. Foi promovido a Tenente por Decreto de 9 de Fevereiro de 1918. Foi Louvado pelo Presidente da Comissão incumbida de apresentar as propostas necessárias para adaptar a Escola de Companhia de Regulamento Tático de Infantaria, a atual constituição dessa Unidade tendo em vista os atuais meios de ação de Infantaria e os modernos processos de ataque, pela inteligência, qualidades de estudo e dedicação pelo serviço, revelados na elaboração das referidas propostas. Foi colocado no R.I.O. do Q.G.C.. Foi agraciado com a Medalha Comemorativa da Campanha do Corpo Expedicionário Português com a legenda "França, 1917-1918" pelo Decreto N.º 5.400 e com a Medalha da Vitória. Foi colocado novamente no Regimento de Infantaria N.º 1. Foi agraciado com a Medalha Militar de Prata de Bons Serviços Letra C e louvado pela forma inteligente e dedicada como exerceu as funçőes de Oficial Granadeiro durante o tempo que o Batalhão de Infantaria N.º 21 esteve na frente, manifestando no Comando da Formação, especialmente no período difícil que se seguiu a 9 de Abril de 1918, uma energia serena e um zelo notável, revelando sempre muito bom e levantado espírito militar, sendo tais serviços considerados extraordinários e importantes. Foi colocado no Regimento de Infantaria N.º 5, no Estado-Maior de Infantaria. Foi agraciado com a Medalha Militar de Prata de Comportamento Exemplar. Foi nomeado Ajudante-de-Campo de seu tio paterno o General João José Sinel de Cordes. Promovido a Capitão por Decreto de 16 de Fevereiro de 1923, com antiguidade desde 11 de Março desse ano, foi nomeado Ajudante-de-Campo do Quartel-Mestre-General de 19 de Outubro de 1923 a 20 de Dezembro de 1924, renomeado Ajudante-de-Campo de seu tio paterno o General João José Sinel de Cordes entre 20 de Dezembro de 1924 e 29 de Maio de 1925, encontrando-se ao seu serviço aquando da sua participação na Revolta de 18 de Abril, de que foi um dos Chefes, nomeado Comandante da 5.ª Companhia do Regimento de Infantaria N.º 12 a 21 de Novembro de 1925 e novamente renomeado Ajudante-de-Campo de seu tio paterno o General João José Sinel de Cordes a 5 de Dezembro de 1925, encontrando-se ao seu serviço aquando da sua participação na Revolução de 28 de Maio de 1926, de que foi um dos organizadores.

### Ditadura Militar
Foi colocado na Escola de Oficiais Milicianos entre ? de ? de 1927 e 30 de Junho de 1928. Foi nomeado Adido Militar por Decreto de 17 de Novembro de 1927 por ter sido requisitado para desempenhar uma Comissão de Serviço dependente do Ministério das Colónias. Foi nomeado 43.º Governador Residente da Fortaleza de São João Baptista de Ajudá, para onde embarcou a 8 de Novembro de 1927, tendo desembarcado no Porto de Cotonou a 7 de Dezembro do mesmo ano, e tomou posse do cargo a 13 de Dezembro de 1927.

### Ditadura Nacional
Casou em Oeiras, Barcarena, Ribeira Abaixo, na Capela da Quinta de Nossa Senhora da Conceição ou Quinta Sinel de Cordes a 10 de Outubro de 1928 com sua tia materna Helena de Santa Bárbara Manzoni de Sequeira (Lisboa, São Sebastião da Pedreira, - ?), filha de Joaquim Augusto Teixeira de Sequeira e de sua mulher Maria do Carmo Eufémia Manzoni, de ascendência Italiana, sem descendência.
Atingiu o posto de Major de Infantaria.
Embarcou no mesmo Porto de Cotonou de regresso à Metrópole a 13 de Outubro de 1931. Regressando ao Ministério da Guerra a 16 de Novembro de 1931, foi colocado a 27 de Janeiro de 1932 no Batalhão de Caçadores N.º 7 e nomeado Diretor e Professor da Escola Regimental do Batalhão.

### Estado Novo
Foi de novo nomeado Adido Militar por ter sido requisitado para desempenhar serviço dependente do Ministério das Colónias por Portaria de 15 de Julho de 1933 e colocado na Colónia da Guiné Portuguesa, para onde embarcou a 8 de Julho de 1933, desembarcando no Porto de Bolama a 19 de Julho desse ano e sendo colocado como Comandante da Companhia de Polícia Indígena. Foi louvado por Sua Excelência o 32.º Governador da Colónia da Guiné Luís António de Carvalho Viegas pela disciplina e conduta das forças do seu comando durante a insurreição dos Felupes da região de Cauchungo em Novembro de 1933, não se poupando, ainda, nem a fadigas nem a perigos para bem desempenhar a sua missão e louvado pelas suas boas qualidades de Oficial do Exército, tendo demonstrado ponderação, energia, zelo, competência e dedicação com que desempenhou o cargo de Chefe da Repartição Militar e ainda a de Comandante de Polícia Indígena, tendo evidenciado as suas qualidades de comando na ilha de Canhabaque onde, por ocasião da revolta do gentio, por várias vezes, até como exemplo, expôs briosamente a sua vida, por Portaria do Governo da Colónia da Guiné de 9 de Março de 1936.